# Aeroportul Regional Manhattan
Aeroportul Regional Manhattan (IATA: MHK, ICAO: KMHK, FAA LID: MHK) este un aeroport din Kansas, Statele Unite ale Americii ce deservește zona Manhattan⁠(d). Aeroportul a fost tranzitat în 2019 de 162.614 pasageri. A fost numit după zona deservită.
Situat la o altitudine de 325 m, aeroportul dispune de 2 piste.

## Infrastructură

### Piste
Aeroportul dispune de 2 piste. Pista 03/21 are suprafața de beton și dimensiunile 7.000 picioare × 150 picioare. Pista 13/31 are suprafața de beton și dimensiunile 5.000 picioare × 75 picioare. 